# Scottish First Division 2007/08
Die Scottish Football League First Division wurde 2007/08 zum 33. Mal als nur noch zweithöchste schottische Liga unter diesem Namen ausgetragen. In der zweithöchsten Fußball-Spielklasse der Herren in Schottland traten in der Saison 2007/08, die vom 4. August 2007 bis zum 26. April 2008 ausgespielt wurde, 10 Klubs in insgesamt 36 Spieltagen gegeneinander an. Jedes Team spielte jeweils viermal gegen jedes andere Team. Bei Punktgleichheit zählte die Tordifferenz.
Die Meisterschaft gewann Hamilton Academical, das sich damit gleichzeitig die Teilnahme an der Premier-League-Saison 2008/09 sicherte. Queen of the South qualifizierte sich durch erreichen des schottischen Pokalfinales, das gegen die Glasgow Rangers verloren wurde, für den UEFA-Pokal, in dem der Zweitligist gegen den dänischen Vertreter FC Nordsjælland aus dem Wettbewerb ausschied. Absteigen in die Second Division musste Stirling Albion. Der FC Clyde hielt die Klasse nach der Relegation. Torschützenkönig mit 19 Treffern wurde Richard Offiong von Hamilton Academical.

## Statistiken

### Abschlusstabelle
| Pl. | Verein                   | Sp. | S  | U  | N  | Tore    | Diff. | Punkte |
| --- | ------------------------ | --- | -- | -- | -- | ------- | ----- | ------ |
| 1.  | Hamilton Academical      | 36  | 23 | 7  | 6  | 062:270 | +35   | 76     |
| 2.  | FC Dundee                | 36  | 20 | 9  | 7  | 058:300 | +28   | 69     |
| 3.  | FC St Johnstone          | 36  | 15 | 13 | 8  | 060:450 | +15   | 58     |
| 4.  | Queen of the South       | 36  | 14 | 10 | 12 | 047:430 | +4    | 52     |
| 5.  | Dunfermline Athletic (A) | 36  | 13 | 12 | 11 | 036:410 | −5    | 51     |
| 6.  | Partick Thistle          | 36  | 11 | 12 | 13 | 040:390 | +1    | 45     |
| 7.  | FC Livingston            | 36  | 10 | 9  | 17 | 055:660 | −11   | 39     |
| 8.  | Greenock Morton (N)      | 36  | 9  | 10 | 17 | 040:580 | −18   | 37     |
| 9.  | FC Clyde                 | 36  | 9  | 10 | 17 | 040:590 | −19   | 37     |
| 10. | Stirling Albion (N)      | 36  | 4  | 12 | 20 | 041:710 | −30   | 24     |

Platzierungskriterien: 1. Punkte – 2. Tordifferenz – 3. geschossene Tore – 4. Direkter Vergleich (Punkte, Tordifferenz, geschossene Tore)
| Saison 2007/08 |

| Zum Saisonende 2006/07 |                                       |
| (A)                    | Absteiger aus der Premier League      |
| (N)                    | Neuaufsteiger aus der Second Division |

## Relegation
Teilnehmer an den Relegationsspielen waren FC Clyde aus der diesjährigen First Division, sowie die drei Mannschaften aus der Second Division, Airdrie United, die Raith Rovers und Alloa Athletic. Die Sieger der ersten Runde spielten in der letzten Runde um einen Platz für die folgende Scottish First Division-Saison 2008/09.
Erste Runde
Die Spiele wurden am 30. April und 3. Mai 2008 ausgetragen.
|                | Gesamt |                | Hinspiel | Rückspiel       |
| -------------- | ------ | -------------- | -------- | --------------- |
| Alloa Athletic | 5:6    | FC Clyde       | 2:1      | 3:4 (3:5 n. V.) |
| Raith Rovers   | 2:4    | Airdrie United | 0:2      | 2:2             |

Zweite Runde
Die Spiele wurden am 7. und 10. Mai 2008 ausgetragen.
|                | Gesamt |          | Hinspiel | Rückspiel |
| -------------- | ------ | -------- | -------- | --------- |
| Airdrie United | 0:3    | FC Clyde | 0:1      | 0:2       |